# 锈色蛛毛苣苔
锈色蛛毛苣苔（学名：Paraboea rufescens），为苦苣苔科蛛毛苣苔属下的一个植物种。